# Formula 1 – sezona 1965.
| FIA Svjetsko automobilističko prvenstvo 1965. | FIA Svjetsko automobilističko prvenstvo 1965. |
|                                               | Prvak                                         |
| --------------------------------------------- | --------------------------------------------- |
| Vozač                                         | Jim Clark (Lotus-Climax)                      |
| Konstruktor                                   | Lotus-Climax                                  |
| Prethodna sezona                              | Sljedeća sezona                               |
| 1964.                                         | 1966.                                         |

Formula 1 – sezona 1965. bila je 16. sezona u prvenstvu Formule 1.

## Sažetak sezone
U sezoni 1965., vozilo se deset utrka, a vozački naslov osvojio je Škot Jim Clark, dok je konstruktorski naslov osvojio Lotus-Climax. Svoju prvu utrku u Formuli 1 odvozili su budući svjetski prvaci, Škot Jackie Stewart i Novozelanđanin Denny Hulme. 

### East London i Monaco
Glavne vozačke promjene uoči sezone bile su te, da je Richie Ginther napustio BRM, te prešao u Hondu, dok je na njegovo mjesto došao Jackie Stewart. U Cooperu je Jochen Rindt zamijenio Phila Hilla. 
Nova sezona počela je na samu Novu godinu 1. siječnja na stazi Prince George u East Londonu na VN Južne Afrike (XI International RAC Grand Prix of South Africa). U kvalifikacijama je Clark osvojio prvo startno mjesto, ispred Johna Surteesa i Jacka Brabhama. Clark je vodio cijelu utrku, te došao do pobjede. Njegov momčadski kolega Mike Spence je s 4. mjesta na gridu, pretekao Surteesa i Brabhama, te se vozio iza Clarka sve do 60. kruga kada se dva puta izvrtio na stazi i izgubio mjesto od Surteesa i Grahama Hilla. Krug prije kraja, Clarku je greškom pokazana kockasta zastava kao znak da je utrka gotova. Clark je ignorirao zastavu, odvezao još jedan krug, te izbjegao eventualnu kaznu. Prve bodove u Formuli 1 osvojio je Stewart.
Na sljedećoj VN Monaka (XXIII Grand Prix Automobile de Monaco) održanoj 30. svibnja, nije bilo Clarka i Dana Gurney. Razlog njihovog odsustva bio je u činjenici da su se treninzi, kvalifikacije i utrka 500 milja Indianapolisa, na kojoj su oba vozača nastupila, održavali istim danima kad i vikend u Monaku. Na Indianapolisu je slavio Clark, te tako postao prvi pobjednik na toj utrci koji nije bio rođen u Sjedinjenim Američkim Državama. U Monaku je Hill odvozio najbrže vrijeme u kvalifikacijama, te je nakon starta poveo utrku. Hill je bio u vodstvu do 25. kruga, kada je izbjegavajući sudar s Bobom Andersonom koji je zaostajao cijeli krug, skrenuo na dio staze koja nije bila dio trkaće staze u Monaku. Nakon što se vratio na trkaću stazu, Hill se nalazio na petom mjestu. Vodstvo je preuzeo njegov momčadski kolega Jackie Stewart, ali samo nakon pet krugova, Škot se izvrtio u prvom zavoju Sainte Devote, te pao na četvrto mjesto ispred Hilla. Nakon Stewarta, vodstvo je u 30. krugu preuzeo Lorenzo Bandini, a samo četiri kruga nakon, Jack Brabham je pretekao Talijana. Brabham je u vodstvu bio do 42. kruga, kada je zbog kvara na motoru bio primoran odustati. Bandini je nakon toga opet preuzeo vodstvo ispred momčadskog kolege Surteesa, Hilla na trećem i Stewarta na četvrtom mjestu. U 53. krugu, Hill je pretekao Surteesa, a u 65. je preuzeo vodstvo od Bandinija. U 77. krugu, Surtees je pretekao Bandinija. Samo dva kruga nakon, Paul Hawkins je izletio sa staze u prvom zavoju nakon izlaska iz tunela, te upao u more. No kao i Alberto Ascari kojemu se identična nezgoda desila 1955., Australac je prošao neozlijeđen. Na kraju je slavio Hill ispred Bandinija, dok je Stewart osvojio prvo postolje u Formuli 1 pretekavši Surteesa, koji je ostao bez goriva, u posljednjem krugu. Prve bodove ove sezone osvojio je Jo Siffert.

### Spa-Francorchamps i Clermont-Ferrand
Nakon dva tjedna odmora, slijedila je VN Belgije (XXV Grand Prix de Belgique) 13. lipnja na stazi Spa-Francorchamps. Hill je ostvario najbrže vrijeme u kvalifikacijama s dvije sekunde prednosti ispred Clarka. Hill je poveo utrku na startu, ali već u prvom krugu Clark prelazi u vodstvo. Treći je bio Stewart, dok se na četvrto mjesto probio Surtees koji je startao kao šesti. Za vrijeme cijele utrke je padala kiša. U 4. krugu Stewart je pretekao Hilla, a u sljedećem krugu Surtees odustaje zbog problema s motorom. Bruce McLaren, koji je startao kao deveti, u 18. krugu je pretekao Hill na trećem mjestu, a u 27. krugu Britanac je izgubio još jednu poziciju od Brabhama. Za sve to vrijeme, Clark je ostvario prednost od 1 minute i 20 sekundi ispred drugoplasiranog Stewarta. Richard Attwood se vozio na 7. mjestu u 26. krugu, kada je izletio sa staze i udario u telegrafski stup. Bolid se prepolovio na dva dijela, a kokpit se ubrzo i zapalio. Na sreću, Attwood je uspio pobjeći iz bolida, i osim par modrica i lakših opekotina, Britanac je prošao neozlijeđen. U zadnjim krugovima utrke, Clarkov bolid je zadesio problem s mjenjačem, te se Stewart uspio približiti svom sunarodnjaku, no nedovoljno za pobjedu. Clark je unatoč problemu stigao do svoje druge pobjede ove sezone i četvrte uzastopne na ovoj stazi.
Prvi put u Formuli 1, VN Francuske (LI Grand Prix de l'ACF) vozila se u Clermont-Ferrandeu na stazi Charade, 27. lipnja. U kvalifikacijama je Clark bio brži od Stewarta za pola sekunde. Hill je ostvario tek 13. mjesto u kvalifikacijama, nakon što je izletio sa staze u jednom od zavoja. Šasija njegovog bolida je bila oštećena, dok je Hill ozlijedio vrat, no unatoč tome Britanac je ipak startao u utrci. Na startu je Stewart izgubio mjesto od Bandinija, ali već u drugom krugu Škot vraća poziciju. Bandini je u trećem krugu izgubio još dvije pozicije, ovoga puta od Gurneya i momčadskog kolege Surteesa. U 13. krugu, Gurneya su pogodili problemi s motorom, a tri kruga nakon toga, Amerikanac je odustao. Denny Hulme je vodio borbu s Bandinijem i Spenceom, koji je zbog manjeg kvara na motoru izletio sa staze u 13. krugu, ali je uspio kontrolirati bolid, te se vratio u utrku na 8. mjestu. U 18. krugu, Hill je pretekao Sifferta, te ušao u krug osvajača bodova. Većih promjena do 37. kruga nije bilo, kada Bandini u jednom zavoju lagano izlijeće lijevim stražnjim kotačem sa staze, udara u izbočenu zemljanu površinu, nakon čega mu isti kotač otpada s bolida, te Talijan ostaje bez plasmana. Clark je bez većih uzbuđenja vodio od početka do kraja utrke, a Hulme je osvojio svoje prve bodove u Formuli 1.

### Silverstone i Zandvoort
Nakon dvije godine, VN Velike Britanije (XVIII RAC British Grand Prix) se vratila na stazu Silverstone. S dvije desetinke ispred Hilla, Clark je osvojio prvu startnu poziciju. Utrku je poveo Richie Ginther koji je startao treći, no već u prvom krugu, Clark vraća vodstvo, a Ginther u sljedećem krugu pada na četvrto mjesto iza Hilla i Surteesa. U 14. krugu, Ginthera su zahvatili problemi s bolidom, pa su na četvrto i peto mjesto izbili Stewart i Spence. U 24. krugu, Spence prestiže Stewarta, a u nastavku utrke vodi borbu sa Surteesom za treće mjesto. Sva prednost koju je Clark gradio cijelo vrijeme, u završnim krugovima utrke počela je opadati. Škotu je motor počeo zatajivati, ali je unatoč tome stigao do pobjede. Prednost od pola kruga, na kraju se smanjila na nešto više od tri sekunde ispred Hilla. Borba za treće mjesto pripala je Surteesu, dok je Gurney osvojio prve bodove ove sezone.
Nakon pola sezone, Clark je bio vodeći u prvenstvu s 36 bodova, ispred Hilla s 23 boda i Stewarta s 19 bodova. U poretku konstruktora vodio je Lotus-Climax s 36 bodova, dok je pet bodova manje imao BRM.
Tjedan dana nakon Silverstonea, Formula 1 je 18. srpnja došla na VN Nizozemske (XIII Grote Prijs van Nederland) na stazu Zandvoort. Hill je s tri desetinke prednosti ispred Clarka, stigao do svoje treće najbolje startne pozicije u ovoj sezoni. Kao i prije tjedan dana, vozač koji je poveo u utrci bio je Richie Ginther koji je i ovoga puta bio treći u kvalifikacijama. Amerikanac se na vodećoj poziciji zadržao dva kruga, kada gubi vodstvo od Hilla, a dva kruga kasnije i drugo mjesto od Clarka. U 6. krugu, Clark pretječe Hilla, a Gurney Ginthera za treće mjesto. U 9. krugu, Ginther gubi mjesto od Stewarta, a u 16. krugu i Hulme prestiže Amerikanca za peto mjesto. Hill je prvo 25. krugu izgubio drugu poziciju od Gurneya, a pet krugova kasnije i treće mjesto od momčadskog kolege Stewarta. U nastavku utrke, Stewart je pretekao Gurneya za drugo mjesto, ali nije mogao uhvatiti i Clarka, koji je pobjedom došao nadomak osvajanja još jednog naslova.

### Nürburgring i Monza
VN Njemačke (XXVII Grosser Preis von Deutschland) vozila se 1. kolovoza na stazi Nürburgring, a Clark je došao do svoje četvrte najbolje startne pozicije ove sezone, s 3,4 sekunde ispred drugoplasiranog Stewarta. Clarkov sunarodnjak je u prvom krugu izgubio drugo mjesto od svog momčadskog kolege Hilla, a u sljedećem krugu i treće mjesto od Gurneya. U nastavku utrke, Stewart je izletio u zavoju Wipperman, oštetio ovjes te bio primoran odustati od utrke. Borbu za četvrto mjesto vodili su McLaren i Spence, ali na kraju ni jedan nije završio utrku. Prvo je McLaren odustao u 7. krugu zbog problema s mjenjačem, a krug kasnije i Spence zbog problema s upravljačem. Odustajanjem Sifferta u 9. krugu zbog problema s motorom, Jochen Rindt se probio na četvrto mjesto. Austrijanac je tu poziciju zadržao do kraja utrke, te osvojio prve bodove u Formuli 1. Za Clarka nije bilo previše uzbuđenja na vodećem mjestu. Vodio je svih 15 krugova utrke ispred drugoplasiranog Hilla, te je pobjedom na ovoj utrci došao do maksimalna 54 boda koja je mogao osvojiti u sezoni i svog drugog naslova svjetskog prvaka.
Dana 12. rujna, vozila se VN Italije (XXXVI Gran Premio d'Italia) na stazi Monza. Clark je ostvario prvo startno mjesto s dvije desetinke prednosti ispred Surteesa i sedam desetinki prednosti ispred Stewarta. Surtees je loše startao, te pao na 13. mjesto. Prvih šest krugova, borba za vodstvo se vodila između Clarka, Stewarta i Hilla, a onda su se troboju priključili Gurney i Surtees koji se u međuvremenu probijao na gridu. U 34. krugu Surtees je odustao zbog problema s kvačilom, a u 63. krugu odustaje Clark zbog problema s pumpom za gorivo. Čak 40 puta tijekom utrke je dolazilo do promjene u vodstvu nakon odvoženog kruga. Nakon Clarkovog odustajanja, borba za vodstvo se svela samo na dvojac iz BRM-a, Hilla i Stewarta, s Gurneyem, Bandinijem i McLarenom na trećem, četvrtom i petom mjestu. Stewart je vodio do 70. kruga, kada vodstvo preuzima Hill, ali ne zadugo. Tri kruga prije kraja, u 74. krugu, Stewart je opet vodeći vozač utrke. Hillov zaostatak je na kraju iznosio tri sekunde, a Stewart je došao do svoje prve pobjede u Formuli 1.

### Watkins Glen i Mexico City
Pretposljednja utrka sezone, VN SAD-a (VIII United States Grand Prix) održana je 3. listopada na stazi Watkins Glen. Na utrci nije bilo Surteesa, koji je ranije na utrci CanAm-a na Mosport Parku u Kanadi, doživio incident. Ovjes na njegovom bolidu Lola-Chevrolet T70 je pukao, te je Britanac zadobio višestruke ozljede, uključujući teški lom lijeve noge. Na Watkins Glenu, Hill je bio najbrži u kvalifikacijama ispred Clarka i Ginthera. Hill je poveo utrku, ali već u 2. krugu Clark prelazi u vodstvo. Clarkovo vodstvo je trajalo do 5. kruga, kada je Hill opet vodeći vozač utrke. Zbog kvara na motoru, Škot je bio primoran odustati s druge pozicije u 12. krugu. Borbu za drugo mjesto od tada vode Gurney i Brabham. U 38. krugu, Hill je napravio grešku, izletio sa staze te izgubio veliku prednost ispred dvojca iz Brabhama, ali je svejedno ostao vodeći vozač u utrci. U 48. krugu, grešku čini i Gurney, što omogućuje njegovom momčadskom kolegi Brabhamu da ga pretekne. No samo pet krugova kasnije, i Australac čini grešku, te Gurney vraća poziciju. U drugoj polovici utrke koja je trajala 110 krugova, većih događanja na stazi nije bilo. Hill je pobijedio s 12 sekundi prednosti ispred Gurneya, a Pedro Rodríguez, vozeći Ferrarijev 1512 bolid za momčad North American Racing Team, je osvojio prve bodove ove sezone.
Završnica sezone održana je na VN Meksika (IV Gran Premio de México) 24. listopada. Clark je ostvario novu najbolju startnu poziciju ispred Gurneya i Ginthera. Najbolji start imao je Ginther, koji je poveo utrku ispred Stewarta, Spencea i Gurneya. Clark je imao loš start zbog problema s motorom, te je na kraju odustao u 9. krugu. U 2. krugu, Spence je pretekao Stewarta, a u 8. krugu Škota su pretekli Hill i Gurney. U 12. krugu, Gurney je pretekao Hilla, a u 20. krugu i Spencea za drugo mjesto. Stewart je odustao u 36. krugu zbog problema s kvačilom, a njegov momčadski kolega Hill, devet krugova prije kraja zbog problema s motorom. Ginther i Honda su stigli do prve pobjede, a Ronnie Bucknum do prvih bodova u Formuli 1.
Dana 4. prosinca, vožena je posljednja sedma utrka ove sezone koja se nije bodovala za svjetsko prvenstvo, VIII Rand Grand Prix na stazi Kyalami. Pobijedio je Jack Brabham, a utrka je ušla u povijest Formule 1 kao prva utrka na kojoj su vozili bolidi s obujmom motora od 3 litre, tehničkim pravilom koje je postalo obavezno za sljedeću 1966.

## Vozači i konstruktori
| Konstruktor    | Momčad / Sudionik           | Šasija                   | Motor                                   | Gume | Vozač               | Utrke           |
| -------------- | --------------------------- | ------------------------ | --------------------------------------- | ---- | ------------------- | --------------- |
| Ferrari        | Scuderia Ferrari SpA SEFAC  | Ferrari 158 Ferrari 1512 | Ferrari 205B 1.5 V8 Ferrari 207 1.5 F12 | D    | John Surtees        | 1–8             |
| Ferrari        | Scuderia Ferrari SpA SEFAC  | Ferrari 158 Ferrari 1512 | Ferrari 205B 1.5 V8 Ferrari 207 1.5 F12 | D    | Lorenzo Bandini     | Sve             |
| Ferrari        | Scuderia Ferrari SpA SEFAC  | Ferrari 158 Ferrari 1512 | Ferrari 205B 1.5 V8 Ferrari 207 1.5 F12 | D    | Nino Vaccarella     | 8               |
| Ferrari        | Scuderia Ferrari SpA SEFAC  | Ferrari 158 Ferrari 1512 | Ferrari 205B 1.5 V8 Ferrari 207 1.5 F12 | D    | Ludovico Scarfiotti | 10              |
| Ferrari        | North American Racing Team  | Ferrari 158 Ferrari 1512 | Ferrari 205B 1.5 V8 Ferrari 207 1.5 F12 | D    | Pedro Rodríguez     | 9–10            |
| Ferrari        | North American Racing Team  | Ferrari 158 Ferrari 1512 | Ferrari 205B 1.5 V8 Ferrari 207 1.5 F12 | D    | Bob Bondurant       | 9               |
| BRM            | Owen Racing Organisation    | BRM P261                 | BRM P60 1.5 V8                          | D    | Graham Hill         | Sve             |
| BRM            | Owen Racing Organisation    | BRM P261                 | BRM P60 1.5 V8                          | D    | Jackie Stewart      | Sve             |
| BRM            | Scuderia Centro Sud         | BRM P57                  | BRM P56 1.5 V8                          | D    | Lucien Bianchi      | 3               |
| BRM            | Scuderia Centro Sud         | BRM P57                  | BRM P56 1.5 V8                          | D    | Masten Gregory      | 3, 5, 7–8       |
| BRM            | Scuderia Centro Sud         | BRM P57                  | BRM P56 1.5 V8                          | D    | Roberto Bussinello  | 7–8             |
| BRM            | Scuderia Centro Sud         | BRM P57                  | BRM P56 1.5 V8                          | D    | Giorgio Bassi       | 8               |
| Lotus-Climax   | Team Lotus                  | Lotus 33 Lotus 25        | Climax FWMV 1.5 V8                      | D    | Jim Clark           | 1, 3–10         |
| Lotus-Climax   | Team Lotus                  | Lotus 33 Lotus 25        | Climax FWMV 1.5 V8                      | D    | Mike Spence         | 1, 3–10         |
| Lotus-Climax   | Team Lotus                  | Lotus 33 Lotus 25        | Climax FWMV 1.5 V8                      | D    | Gerhard Mitter      | 7               |
| Lotus-Climax   | Team Lotus                  | Lotus 33 Lotus 25        | Climax FWMV 1.5 V8                      | D    | Geki                | 8               |
| Lotus-Climax   | Team Lotus                  | Lotus 33 Lotus 25        | Climax FWMV 1.5 V8                      | D    | Moisés Solana       | 9–10            |
| Lotus-Climax   | DW Racing Enterprises       | Lotus 33                 | Climax FWMV 1.5 V8                      | D    | Paul Hawkins        | 2, 7            |
| Lotus-Climax   | Lawson Organisation         | Lotus 21                 | Climax FWMV 1.5 V8                      | D    | Ernie Pieterse      | 1               |
| Lotus-Climax   | Scuderia Scribante          | Lotus 21                 | Climax FWMV 1.5 V8                      | D    | Neville Lederle     | 1               |
| Lotus-Climax   | Clive Puzey                 | Lotus 18 / 21            | Climax FWMV 1.5 L4                      | D    | Clive Puzey         | 1               |
| Lotus-Climax   | Brian Gubby                 | Lotus 24                 | Climax FWMV 1.5 V8                      | D    | Brian Gubby         | 5               |
| Brabham-Climax | Brabham Racing Organisation | Brabham BT7 Brabham BT11 | Climax FWMV 1.5 V8                      | G    | Jack Brabham        | 1–3, 5, 7, 9–10 |
| Brabham-Climax | Brabham Racing Organisation | Brabham BT7 Brabham BT11 | Climax FWMV 1.5 V8                      | G    | Dan Gurney          | 1, 3–10         |
| Brabham-Climax | Brabham Racing Organisation | Brabham BT7 Brabham BT11 | Climax FWMV 1.5 V8                      | G    | Denny Hulme         | 2, 4–8          |
| Brabham-Climax | Brabham Racing Organisation | Brabham BT7 Brabham BT11 | Climax FWMV 1.5 V8                      | G    | Giancarlo Baghetti  | 8               |
| Brabham-Climax | R.R.C. Walker Racing Team   | Brabham BT7              | Climax FWMV 1.5 V8                      | D    | Jo Bonnier          | Sve             |
| Brabham-Climax | DW Racing Enterprises       | Brabham BT11             | Climax FWMV 1.5 V8                      | D    | Bob Anderson        | 1–7             |
| Cooper-Climax  | Cooper Car Company          | Cooper T77 Cooper T73    | Climax FWMV 1.5 V8                      | D    | Bruce McLaren       | Sve             |
| Cooper-Climax  | Cooper Car Company          | Cooper T77 Cooper T73    | Climax FWMV 1.5 V8                      | D    | Jochen Rindt        | Sve             |
| Cooper-Climax  | John Love                   | Cooper T55               | Climax FWMV 1.5 V8                      | D    | John Love           | 1               |
| Cooper-Climax  | Bob Gerard Racing           | Cooper T60               | Climax FWMV 1.5 V8                      | D    | John Rhodes         | 5               |
| Honda          | Honda R & D Company         | Honda RA272              | Honda RA272E 1.5 V12                    | G    | Ronnie Bucknum      | 2–4, 8–10       |
| Honda          | Honda R & D Company         | Honda RA272              | Honda RA272E 1.5 V12                    | G    | Richie Ginther      | 2–6, 8–10       |
| Lotus-BRM      | Reg Parnell Racing          | Lotus 25 Lotus 33        | BRM P56 1.5 V8                          | D    | Tony Maggs          | 1               |
| Lotus-BRM      | Reg Parnell Racing          | Lotus 25 Lotus 33        | BRM P56 1.5 V8                          | D    | Richard Attwood     | 2–3, 5–10       |
| Lotus-BRM      | Reg Parnell Racing          | Lotus 25 Lotus 33        | BRM P56 1.5 V8                          | D    | Mike Hailwood       | 2               |
| Lotus-BRM      | Reg Parnell Racing          | Lotus 25 Lotus 33        | BRM P56 1.5 V8                          | D    | Innes Ireland       | 3–6, 8–10       |
| Lotus-BRM      | Reg Parnell Racing          | Lotus 25 Lotus 33        | BRM P56 1.5 V8                          | D    | Chris Amon          | 4, 7            |
| Lotus-BRM      | Reg Parnell Racing          | Lotus 25 Lotus 33        | BRM P56 1.5 V8                          | D    | Bob Bondurant       | 10              |
| Brabham-BRM    | R.R.C. Walker Racing Team   | Brabham BT11             | BRM P56 1.5 V8                          | D    | Jo Siffert          | Sve             |
| Brabham-BRM    | John Willment Automobiles   | Brabham BT11             | BRM P56 1.5 V8                          | D    | Frank Gardner       | 1–3, 5–8        |
| Brabham-BRM    | Ian Raby Racing             | Brabham BT3              | BRM P56 1.5 V8                          | D    | Ian Raby            | 5, 7            |
| Brabham-BRM    | Ian Raby Racing             | Brabham BT3              | BRM P56 1.5 V8                          | D    | Chris Amon          | 5               |
| Cooper-Ford    | Trevor Blokdyk              | Cooper T59               | Ford 109E 1.5 L4                        | D    | Trevor Blokdyk      | 1               |
| Cooper-Ford    | Bob Gerard Racing           | Cooper T73               | Ford 109E 1.5 L4                        | D    | Alan Rollinson      | 5               |
| Brabham-Ford   | John Willment Automobiles   | Brabham BT10             | Ford 109E 1.5 L4                        | D    | Paul Hawkins        | 1               |
| Brabham-Ford   | David Prophet               | Brabham BT10             | Ford 109E 1.5 L4                        | D    | David Prophet       | 1               |
| Lotus-Ford     | Ted Lanfear                 | Lotus 22                 | Ford 109E 1.5 L4                        | D    | Brausch Niemann     | 1               |
| Lotus-Ford     | Brian Raubenheimer          | Lotus 20                 | Ford 109E 1.5 L4                        | D    | Brian Raubenheimer  | 1               |
| Lotus-Ford     | Ecurie Tomahawk             | Lotus 20                 | Ford 109E 1.5 L4                        | D    | Dave Charlton       | 1               |
| Alfa Romeo     | Otello Nucci                | Alfa Romeo Special       | Alfa Romeo Giulietta 1.5 L4             | D    | Peter de Klerk      | 1               |
| LDS-Climax     | Otello Nucci                | LDS Mk 2                 | Climax FWMV 1.5 V8                      | D    | Doug Serrurier      | 1               |
| LDS-Alfa Romeo | Sam Tingle                  | LDS Mk 1                 | Alfa Romeo Giulietta 1.5 L4             | D    | Sam Tingle          | 1               |
| LDS-Alfa Romeo | Jackie Pretorius            | LDS Mk 1                 | Alfa Romeo Giulietta 1.5 L4             | D    | Jackie Pretorius    | 1               |

## Kalendar
| Rd | Datum         | Velika nagrada   | Staza             | Prvo startno mjesto | Pobjednik vozač | Pobjednik konstruktor |
| -- | ------------- | ---------------- | ----------------- | ------------------- | --------------- | --------------------- |
| 1  | 1. siječnja   | Južna Afrika     | East London       | Jim Clark           | Jim Clark       | Lotus-Climax          |
| 2  | 30. svibnja   | Monako           | Monaco            | Graham Hill         | Graham Hill     | BRM                   |
| 3  | 13. lipnja    | Belgija          | Spa-Francorchamps | Graham Hill         | Jim Clark       | Lotus-Climax          |
| 4  | 27. lipnja    | Francuska        | Clermont-Ferrand  | Jim Clark           | Jim Clark       | Lotus-Climax          |
| 5  | 10. srpnja    | Velika Britanija | Silverstone       | Jim Clark           | Jim Clark       | Lotus-Climax          |
| 6  | 18. srpnja    | Nizozemska       | Zandvoort         | Graham Hill         | Jim Clark       | Lotus-Climax          |
| 7  | 1. kolovoza   | Njemačka         | Nürburgring       | Jim Clark           | Jim Clark       | Lotus-Climax          |
| 8  | 12. rujna     | Italija          | Monza             | Jim Clark           | Jackie Stewart  | BRM                   |
| 9  | 3. listopada  | SAD              | Watkins Glen      | Graham Hill         | Graham Hill     | BRM                   |
| 10 | 24. listopada | Meksiko          | Mexico City       | Jim Clark           | Richie Ginther  | Honda                 |

## Sistem bodovanja
Sistem bodovanja u Formuli 1
| Mjesto | 1. | 2. | 3. | 4. | 5. | 6. |
| Bodovi | 9  | 6  | 4  | 3  | 2  | 1  |

- Samo 6 najboljih rezultata u 10 utrka računali su se za prvenstvo vozača.
- Samo 6 najboljih rezultata u 10 utrka računali su se za prvenstvo konstruktora.
- Ako je više bolida jednog konstruktora završilo utrku u bodovima, samo najbolje plasirani bolid osvajao je konstruktorske bodove.

## Rezultati utrka
| Poz. | Br. | Vozač          | Konstruktor   | Vrijeme   | Grid | Bodovi |
| ---- | --- | -------------- | ------------- | --------- | ---- | ------ |
| 1.   | 5   | Jim Clark      | Lotus-Climax  | 2:06:46.0 | 1.   | 9      |
| 2.   | 1   | John Surtees   | Ferrari       | + 29.0    | 2.   | 6      |
| 3.   | 3   | Graham Hill    | BRM           | + 31.8    | 5.   | 4      |
| 4.   | 6   | Mike Spence    | Lotus-Climax  | + 54.4    | 4.   | 3      |
| 5.   | 9   | Bruce McLaren  | Cooper-Climax | + 1 krug  | 8.   | 2      |
| 6.   | 4   | Jackie Stewart | BRM           | + 2 kruga | 11.  | 1      |

| Poz. | Br. | Vozač           | Konstruktor   | Vrijeme   | Grid | Bodovi |
| ---- | --- | --------------- | ------------- | --------- | ---- | ------ |
| 1.   | 3   | Graham Hill     | BRM           | 2:37:39.6 | 1.   | 9      |
| 2.   | 17  | Lorenzo Bandini | Ferrari       | + 1:04.0  | 4.   | 6      |
| 3.   | 4   | Jackie Stewart  | BRM           | + 1:41.9  | 3.   | 4      |
| 4.   | 18  | John Surtees    | Ferrari       | + 1 krug  | 5.   | 3      |
| 5.   | 7   | Bruce McLaren   | Cooper-Climax | + 2 kruga | 7.   | 2      |
| 6.   | 14  | Jo Siffert      | Brabham-BRM   | + 2 kruga | 10.  | 1      |

| Poz. | Br. | Vozač          | Konstruktor    | Vrijeme   | Grid | Bodovi |
| ---- | --- | -------------- | -------------- | --------- | ---- | ------ |
| 1.   | 17  | Jim Clark      | Lotus-Climax   | 2:23:34.8 | 2.   | 9      |
| 2.   | 8   | Jackie Stewart | BRM            | + 44.8    | 3.   | 6      |
| 3.   | 4   | Bruce McLaren  | Cooper-Climax  | + 1 krug  | 9.   | 4      |
| 4.   | 14  | Jack Brabham   | Brabham-Climax | + 1 krug  | 10.  | 3      |
| 5.   | 7   | Graham Hill    | BRM            | + 1 krug  | 1.   | 2      |
| 6.   | 10  | Richie Ginther | Honda          | + 1 krug  | 4.   | 1      |

| Poz. | Br. | Vozač          | Konstruktor    | Vrijeme   | Grid | Bodovi |
| ---- | --- | -------------- | -------------- | --------- | ---- | ------ |
| 1.   | 6   | Jim Clark      | Lotus-Climax   | 2:14:38.4 | 1.   | 9      |
| 2.   | 12  | Jackie Stewart | BRM            | + 26.3    | 2.   | 6      |
| 3.   | 2   | John Surtees   | Ferrari        | + 2:33.5  | 4.   | 4      |
| 4.   | 16  | Denny Hulme    | Brabham-Climax | + 2:53.1  | 6.   | 3      |
| 5.   | 10  | Graham Hill    | BRM            | + 1 krug  | 13.  | 2      |
| 6.   | 36  | Jo Siffert     | Brabham-BRM    | + 1 krug  | 14.  | 1      |

| Poz. | Br. | Vozač          | Konstruktor    | Vrijeme   | Grid | Bodovi |
| ---- | --- | -------------- | -------------- | --------- | ---- | ------ |
| 1.   | 5   | Jim Clark      | Lotus-Climax   | 2:05:25.4 | 1.   | 9      |
| 2.   | 3   | Graham Hill    | BRM            | + 3.2     | 2.   | 6      |
| 3.   | 1   | John Surtees   | Ferrari        | + 27.6    | 5.   | 4      |
| 4.   | 6   | Mike Spence    | Lotus-Climax   | + 39.6    | 6.   | 3      |
| 5.   | 4   | Jackie Stewart | BRM            | + 1:14.6  | 4.   | 2      |
| 6.   | 7   | Dan Gurney     | Brabham-Climax | + 1 krug  | 7.   | 1      |

| Poz. | Br. | Vozač          | Konstruktor    | Vrijeme   | Grid | Bodovi |
| ---- | --- | -------------- | -------------- | --------- | ---- | ------ |
| 1.   | 6   | Jim Clark      | Lotus-Climax   | 2:03:59.1 | 2.   | 9      |
| 2.   | 12  | Jackie Stewart | BRM            | + 8.0     | 6.   | 6      |
| 3.   | 16  | Dan Gurney     | Brabham-Climax | + 13.0    | 5.   | 4      |
| 4.   | 10  | Graham Hill    | BRM            | + 45.1    | 1.   | 3      |
| 5.   | 14  | Denny Hulme    | Brabham-Climax | + 1 krug  | 7.   | 2      |
| 6.   | 22  | Richie Ginther | Honda          | + 1 krug  | 3.   | 1      |

| Poz. | Br. | Vozač           | Konstruktor    | Vrijeme   | Grid | Bodovi |
| ---- | --- | --------------- | -------------- | --------- | ---- | ------ |
| 1.   | 1   | Jim Clark       | Lotus-Climax   | 2:07:52.4 | 1.   | 9      |
| 2.   | 9   | Graham Hill     | BRM            | + 15.9    | 3.   | 6      |
| 3.   | 5   | Dan Gurney      | Brabham-Climax | + 21.4    | 5.   | 4      |
| 4.   | 12  | Jochen Rindt    | Cooper-Climax  | + 3:29.6  | 8.   | 3      |
| 5.   | 4   | Jack Brabham    | Brabham-Climax | + 4:41.2  | 14.  | 2      |
| 6.   | 8   | Lorenzo Bandini | Ferrari        | + 5:08.6  | 7.   | 1      |

| Poz. | Br. | Vozač           | Konstruktor    | Vrijeme   | Grid | Bodovi |
| ---- | --- | --------------- | -------------- | --------- | ---- | ------ |
| 1.   | 32  | Jackie Stewart  | BRM            | 2:04:52.8 | 3.   | 9      |
| 2.   | 30  | Graham Hill     | BRM            | + 3.3     | 4.   | 6      |
| 3.   | 12  | Dan Gurney      | Brabham-Climax | + 16.5    | 9.   | 4      |
| 4.   | 4   | Lorenzo Bandini | Ferrari        | + 1:15.9  | 5.   | 3      |
| 5.   | 16  | Bruce McLaren   | Cooper-Climax  | + 1 krug  | 11.  | 2      |
| 6.   | 40  | Richard Attwood | Lotus-BRM      | + 1 krug  | 13.  | 1      |

| Poz. | Br. | Vozač           | Konstruktor    | Vrijeme   | Grid | Bodovi |
| ---- | --- | --------------- | -------------- | --------- | ---- | ------ |
| 1.   | 3   | Graham Hill     | BRM            | 2:20:36.1 | 1.   | 9      |
| 2.   | 8   | Dan Gurney      | Brabham-Climax | + 12.5    | 8.   | 6      |
| 3.   | 7   | Jack Brabham    | Brabham-Climax | + 57.5    | 7.   | 4      |
| 4.   | 2   | Lorenzo Bandini | Ferrari        | + 1 krug  | 5.   | 3      |
| 5.   | 14  | Pedro Rodríguez | Ferrari        | + 1 krug  | 15.  | 2      |
| 6.   | 10  | Jochen Rindt    | Cooper-Climax  | + 2 kruga | 13.  | 1      |

| Poz. | Br. | Vozač           | Konstruktor    | Vrijeme    | Grid | Bodovi |
| ---- | --- | --------------- | -------------- | ---------- | ---- | ------ |
| 1.   | 11  | Richie Ginther  | Honda          | 2:08:32.10 | 3.   | 9      |
| 2.   | 8   | Dan Gurney      | Brabham-Climax | + 2.89     | 2.   | 6      |
| 3.   | 6   | Mike Spence     | Lotus-Climax   | + 1:00.15  | 6.   | 4      |
| 4.   | 16  | Jo Siffert      | Brabham-BRM    | + 1:54.42  | 11.  | 3      |
| 5.   | 12  | Ronnie Bucknum  | Honda          | + 1 krug   | 10.  | 2      |
| 6.   | 21  | Richard Attwood | Lotus-BRM      | + 1 krug   | 17.  | 1      |

## Poredak

### Poredak vozača
| Mjesto | Vozač           | Bodovi |   |   |   |   |   |   |   |   |   |   |
| ------ | --------------- | ------ | - | - | - | - | - | - | - | - | - | - |
| 1.     | Jim Clark       | 54     | 9 |   | 9 | 9 | 9 | 9 | 9 | – | – | – |
| 2.     | Graham Hill     | 40     | 4 | 9 | 2 | 2 | 6 | 3 | 6 | 6 | 9 | – |
| 3.     | Jackie Stewart  | 33     | 1 | 4 | 6 | 6 | 2 | 6 | – | 9 | – | – |
| 4.     | Dan Gurney      | 25     | – |   | – | – | 1 | 4 | 4 | 4 | 6 | 6 |
| 5.     | John Surtees    | 17     | 6 | 3 | – | 4 | 4 | – | – | – |   |   |
| 6.     | Lorenzo Bandini | 13     | – | 6 | – | – | – | – | 1 | 3 | 3 | – |
| 7.     | Richie Ginther  | 11     |   | – | 1 | – | – | 1 |   | – | – | 9 |
| 8.     | Mike Spence     | 10     | 3 |   | – | – | 3 | – | – | – | – | 4 |
| 9.     | Bruce McLaren   | 10     | 2 | 2 | 4 | – | – | – | – | 2 | – | – |
| 10.    | Jack Brabham    | 9      | – | – | 3 |   |   |   | 2 |   | 4 | – |
| 11.    | Denny Hulme     | 5      |   | – |   | 3 | – | 2 | – | – |   |   |
| 12.    | Jo Siffert      | 5      | – | 1 | – | 1 | – | – | – | – | – | 3 |
| 13.    | Jochen Rindt    | 4      | – |   | – | – | – | – | 3 | – | 1 | – |
| 14.    | Pedro Rodríguez | 2      |   |   |   |   |   |   |   |   | 2 | – |
| 15.    | Ronnie Bucknum  | 2      |   | – | – | – |   |   |   | – | – | 2 |
| 16.    | Dick Attwood    | 2      |   | – | – |   | – | – | – | 1 | – | 1 |

- Graham Hill je osvojio ukupno 47 bodova, ali samo 40 bodova osvojena u šest najboljih utrka su se računala za prvenstvo vozača.
- Jackie Stewart je osvojio ukupno 34 boda, ali samo 33 boda osvojenih u šest najboljih utrka su se računala za prvenstvo vozača.

| Boja | Značenje                                                                 |
| ---- | ------------------------------------------------------------------------ |
| 5    | Osvojeni bodovi koji su se računali za prvenstvo vozača / konstruktora   |
| 5    | Osvojeni bodovi koji se nisu računali za prvenstvo vozača / konstruktora |
| –    | Vozač / konstruktor nije osvojio bodove u utrci                          |
|      | Vozač / konstruktor nije nastupao na utrci                               |

### Poredak konstruktora
| Mjesto | Konstruktor    | Bodovi |   |   |   |   |   |   |   |   |   |   |
| ------ | -------------- | ------ | - | - | - | - | - | - | - | - | - | - |
| 1.     | Lotus-Climax   | 54     | 9 | – | 9 | 9 | 9 | 9 | 9 | – | – | 4 |
| 2.     | BRM            | 45     | 4 | 9 | 6 | 6 | 6 | 6 | 6 | 9 | 9 | – |
| 3.     | Brabham-Climax | 27     | – | – | 3 | 3 | 1 | 4 | 4 | 4 | 6 | 6 |
| 4.     | Ferrari        | 26     | 6 | 6 | – | 4 | 4 | – | 1 | 3 | 3 | – |
| 5.     | Cooper-Climax  | 14     | 2 | 2 | 4 | – | – | – | 3 | 2 | 1 | – |
| 6.     | Honda          | 11     |   | – | 1 | – | – | 1 |   | – | – | 9 |
| 7.     | Brabham-BRM    | 5      | – | 1 | – | 1 | – | – | – | – | – | 3 |
| 8.     | Lotus-BRM      | 2      | – | – | – | – | – | – | – | 1 | – | 1 |

- Lotus-Climax je osvojio ukupno 58 bodova, ali samo maksimalna 54 boda osvojena u šest najboljih utrka, računala su se za prvenstvo konstruktora.
- BRM je osvojio ukupno 61 bod, ali samo 45 bodova osvojenih u šest najboljih utrka, računala su se za prvenstvo konstruktora.
- Brabham-Climax je osvojio ukupno 31 bod, ali samo 27 bodova osvojenih u šest najboljih utrka, računala su se za prvenstvo konstruktora.
- Ferrari je osvojio ukupno 27 bodova, ali samo 26 bodova osvojenih u šest najboljih utrka, računali su se za prvenstvo konstruktora.

## Statistike
| Vozač           | Pobjede | Postolja | Prvo startno mjesto | Najbrži krug | Krugovi u vodstvu |
| --------------- | ------- | -------- | ------------------- | ------------ | ----------------- |
| Jim Clark       | 6       | 6        | 6                   | 6            | 349               |
| Graham Hill     | 2       | 6        | 4                   | 3            | 183               |
| Jackie Stewart  | 1       | 5        | -                   | -            | 48                |
| Richie Ginther  | 1       | 1        | -                   | -            | 67                |
| Dan Gurney      | -       | 5        | -                   | 1            | -                 |
| John Surtees    | -       | 3        | -                   | -            | 1                 |
| Lorenzo Bandini | -       | 1        | -                   | -            | 26                |
| Bruce McLaren   | -       | 1        | -                   | -            | -                 |
| Jack Brabham    | -       | 1        | -                   | -            | 9                 |
| Mike Spence     | -       | 1        | -                   | -            | -                 |

| Konstruktor    | Pobjede | Postolja | Prvo startno mjesto | Najbrži krug | Krugovi u vodstvu |
| -------------- | ------- | -------- | ------------------- | ------------ | ----------------- |
| Lotus-Climax   | 6       | 7        | 6                   | 6            | 349               |
| BRM            | 3       | 11       | 4                   | 3            | 231               |
| Honda          | 1       | 1        | -                   | -            | 67                |
| Brabham-Climax | -       | 6        | -                   | 1            | 9                 |
| Ferrari        | -       | 4        | -                   | -            | 27                |
| Cooper-Climax  | -       | 1        | -                   | -            | -                 |

### Vodeći vozač i konstruktor u prvenstvu
U rubrici bodovi, prikazana je bodovna prednost vodećeg vozača / konstruktora ispred drugoplasiranog, dok je žutom bojom označena utrka na kojoj je vozač / konstruktor osvojio naslov prvaka.
| Utrka               | Vozač       | Bodovi |
| ------------------- | ----------- | ------ |
| VN Južne Afrike     | Jim Clark   | 3      |
| VN Monaka           | Graham Hill | 4      |
| VN Belgije          | Jim Clark   | 3      |
| VN Francuske        | Jim Clark   | 10     |
| VN Velike Britanije | Jim Clark   | 13     |
| VN Nizozemske       | Jim Clark   | 19     |
| VN Njemačke         | Jim Clark   | 24     |
| VN Italije          | Jim Clark   | 20     |
| VN SAD              | Jim Clark   | 14     |
| VN Meksika          | Jim Clark   | 14     |

| Utrka               | Konstruktor  | Bodovi |
| ------------------- | ------------ | ------ |
| VN Južne Afrike     | Lotus-Climax | 3      |
| VN Monaka           | BRM          | 1      |
| VN Belgije          | BRM          | 1      |
| VN Francuske        | Lotus-Climax | 2      |
| VN Velike Britanije | Lotus-Climax | 5      |
| VN Nizozemske       | Lotus-Climax | 8      |
| VN Njemačke         | Lotus-Climax | 15     |
| VN Italije          | Lotus-Climax | 12     |
| VN SAD              | Lotus-Climax | 9      |
| VN Meksika          | Lotus-Climax | 9      |

## Utrke koje se nisu bodovale za prvenstvo
| Datum        | Naziv utrke                    | Staza        | Pobjednik vozač | Pobjednik konstruktor |
| ------------ | ------------------------------ | ------------ | --------------- | --------------------- |
| 9. siječnja  | II Cape South Easter Trophy    | Killarney    | Paul Hawkins    | Brabham-Climax        |
| 13. ožujka   | I Race of Champions            | Brands Hatch | Mike Spence     | Lotus-Climax          |
| 4. travnja   | XIV Syracuse Grand Prix        | Syracuse     | Jim Clark       | Lotus-Climax          |
| 19. travnja  | I Sunday Mirror Trophy         | Goodwood     | Jim Clark       | Lotus-Climax          |
| 15. svibnja  | XVII BRDC International Trophy | Silverstone  | Jackie Stewart  | BRM                   |
| 15. kolovoza | IV Mediterranean Grand Prix    | Pergusa      | Jo Siffert      | Brabham-BRM           |
| 4. prosinca  | VIII Rand Grand Prix           | Kyalami      | Jack Brabham    | Brabham-Climax        |

## Vanjske poveznice
- Službena stranica Formule 1
- Formula 1 – sezona 1965. StatsF1
- Utrke koje se nisu bodovale za prvenstvo 1965. StatsF1